# 中部アフリカ経済通貨共同体
中部アフリカ経済通貨共同体（ちゅうぶアフリカけいざいつうかきょうどうたい）は、中部アフリカ関税経済同盟に代わって1996年7月に設立された国際組織である。
英語とフランス語、ポルトガル語による正式名称は、それぞれ、"Economic and Monetary Community of Central Africa" と "Communauté Économique et Monétaire de l'Afrique Centrale; CEMAC"、"Comunidade Econômica e Monetária da África Central" である。
この組織は中部アフリカ経済同盟、中部アフリカ通貨同盟、共同体議会、共同体裁判所の4つの機構から構成されている。

## 目的
CEMACの目的は、UDEACの掲げた以下の5項目について、活性化し深めることである。
1. 加盟国住民の生活水準の向上
2. 地域開発のための金融機関設立
3. 加盟国相互の開発計画などの調整
4. 加盟国の貿易障害排除
5. 投資法の調整

## 加盟国

中央アフリカ経済通貨共同体の加盟国

- カメルーン
- チャド
- 中央アフリカ
- 赤道ギニア
- ガボン
- コンゴ共和国